# Advanced Encryption Standard
Advanced Encryption Standard (AES, „подобрен стандарт за шифриране“) е стандарт за шифриране, приет през 2002 г. от американския NIST. Към 2009 г. това е един от най-широко използваните криптографски алгоритми. Стандартът включва приложение на алгоритъма Rijndael, разработен през 1998 г. от белгийските криптографи Винсент Реймен и Жоан Дамен, като използва шифроващи ключове с три дължини: 128, 192 или 256 бита.
Дължината на шифриращия ключ определя броя повторения на криптирането, тоест броят трансформации, необходими за превръщането на входа, наречен plaintext (прост текст), в изходния резултат, наречен ciphertext (шифрован текст). За различните дължини на ключовете повторенията са:
- 10 цикъла за 128-битов ключ.
- 12 цикъла за 192-битов ключ.
- 14 цикъла за 256-битов ключ.

Всеки цикъл се състои от няколко последователни стъпки. Стъпките се изграждат от пет подобни една на друга процедури, като една от тях зависи от криптиращия ключ. Криптираното съдържание може да се трансформира в оригиналния текст, като се използва същият ключ и се приложат набор от обратни стъпки.
Байтовете на входното съобщение (plaintext) се записват в матрица, най-често именувана state („статус“, „положение“). Върху тази матрица се извършват криптиращите трансформации на алгоритъма Rijndael.

## Криптиращ алгоритъм (128-битова версия)
Криптиране със 128-битов ключ се реализира чрез следния алгоритъм:
```
PROCEDURE
 
Cipher128
(
in
[
16
]
:
byte
,
 
out
[
16
]
:
byte
,
 
w
[
44
]
:
word
)

BEGIN

  
state
[
4
,
4
]
:
byte

  
state
 
=
 
in

  
AddRoundKey
(
state
,
 
w
[
0
,
 
3
])

  
FOR
 
round
 
=
 
1
 
to
 
10

    
SubBytes
(
state
)

    
ShiftRows
(
state
)

    
MixColumns
(
state
)

    
AddRoundKey
(
state
,
 
w
[
round
*
4
,
 
(
round
+
1
)
*
4
-
1
])

  
END
 
FOR

  
SubBytes
(
state
)

  
ShiftRows
(
state
)

  
AddRoundKey
(
state
,
 
w
[
40
,
 
43
])

  
out
 
=
 
state

END
 
PROCEDURE

```

### Процедурата Key Expansion
Думите в масива w (key schedule) се генерират по следния начин:
//всяка дума се състои от 4 байта, пример: w[0] = 0f 15 71 c9
Първите четири думи (w[0] до w[3]) взимат стойността на криптиращия ключ. За да се изчисли w[i] се използват операции от Rijndael key schedule:
```
FOR
 
i
 
=
 
4
 
to
 
43

  
temp
 
=
 
w
[
i
-
1
]

  
IF
 
i
 
=
 
4
,
 
8
,
 
12
,
 
16
,
 
...,
 
40
 
THEN
 
//кратно на 4

    
Извършва
 
се
 
операция
 
Rotate
 
върху
 
temp

    
Всеки
 
байт
 
се
 
изменя
 
(
използвайки
 
процедурата
 
SubBytes
)

    
temp
=
temp
 
XOR
 
Rcon
[
i
]
 
// всеки байт от temp се събира побитово с константна стойност от Rcon

  
END
 
IF

  
w
[
i
]
 
=
 
w
[
i
-
4
]
 
XOR
 
temp

END
 
FOR

```

### Процедурата SubBytes
При тази процедура всеки байт от state се изменя по следния начин (Rijndael S-box):
```
FOR
 
i
=
0
 
to
 
7

  
//промяна за всеки бит от даден байт на state

  
B
[
i
]
=
 
B
[
i
]
 
XOR
 
B
[(
i
+
4
)
 
MOD
 
8
]
 
XOR
 
B
[(
i
+
5
)
 
MOD
 
8
]
 
XOR
 
B
[(
i
+
6
)
 
MOD
 
8
]
 
XOR
 
B
[(
i
+
7
)
 
MOD
 
8
]
 
+
 
C
[
i
]

  
//C = 63 hex.

END
 
FOR

```

### Процедурата ShiftRows
Тази процедура променя редовете на state матрицата. Най-горният ред остава непроменен, байтовете на следващия се преместват с една позиция наляво, на по-долния с две позиции, а на последния байтовете се изместват с три позиции наляво.

### Процедурата MixColumns
Колоните на state матрицата се разбъркват по следния начин:

B[0,c] =2 * B[0,c] XOR 3 * B[1,c] XOR B[2,c] XOR B[3,c]

B[1,c] = B[0,c] XOR 2 * B[1,c] XOR 3 * B[2,c] XOR B[3,c]

B[2,c] = B[0,c] XOR B[1,c] XOR 2 * B[2,c] XOR 3 * B[3,c]

B[3,c] = 3 * B[0,c] XOR B[1,c] XOR B[2,c] XOR 2 * B[3,c]

### Процедурата AddRoundKey
Извършва се XOR между четирите колони на state и четири 32-битови думи от key schedule.

B[0,c]=B[0,c] XOR w[k,c]

B[1,c]=B[1,c] XOR w[k+1,c]

B[2,c]=B[2,c] XOR w[k+2,c]

B[3,c]=B[3,c] XOR w[k+3,c]

### Декриптиране
Декриптирането представлява извършване на криптиращите операции в обратен ред:
```
PROCEDURE
 
InvCipher128
 
(
in
[
16
]
:
byte
,
out
[
16
]
:
byte
,
w
[
44
]
:
word
)

BEGIN

  
state
[
4
,
4
]
:
byte

  
state
 
=
 
in

  
AddRoundKey
(
state
,
 
w
[
40
,
 
43
])

  
FOR
 
round
 
=
 
9
 
downto
 
1

    
InvShiftRows
(
state
)

    
InvSubBytes
(
state
)

    
AddRoundKey
(
state
,
 
w
[
round
*
3
,
 
(
round
+
1
)
*
3
-
1
])
 
InvMixColumns
(
state
)

  
END
 
FOR

  
InvShiftRows
(
state
)

  
InvSubBytes
(
state
)

  
AddRoundKey
(
state
,
 
w
[
0
,
 
3
])

  
out
 
=
 
state

END
 
PROCEDURE

```

Всяка от Inv… функциите отговаря на обърната криптираща функция. Например InvMixColumns ще има следните преобразувания върху state:

B[0,c] = 0x0e * B[0,c] XOR 0x0b * B[1,c] XOR 0x0d * B[2,c] XOR 0x09 * B[3,c]

B[1,c] = 0x09 * B[0,c] XOR 0x0e * B[1,c] XOR 0x0b * B[2,c] XOR 0x0d * B[3,c]

B[2,c] = 0x0d * B[0,c] XOR 0x09 * B[1,c] XOR 0x0e * B[2,c] XOR 0x0b * B[3,c]

B[3,c] = 0x0b * B[0,c] XOR 0x0d * B[1,c] XOR 0x09 * B[2,c] XOR 0x0e * B[3,c]

### Примерна реализация на Java Script
```
/**

 * [http://people.eku.edu/styere/Encrypt/JS-AES.html#subbytes @source]

 */

// функция за криптиране

function
 
aes_encrypt
(
message
,
crypt_key
)

{

   
var
 
w
 
=
 
new
 
Array
(
 
44
 
);
// деклариране на key shedule

   
var
 
state
 
=
 
new
 
Array
(
 
16
 
);
// деклариране на state

   
var
 
round
;

   
msg
=
get_value
(
message
,
true
);

   
key
=
get_value
(
crypt_key
,
false
);

   
// генериране на "round" ключове

   
w
 
=
 
key_expand
(
 
key
 
);

   
state
 
=
 
transpose
(
 
msg
 
);

   
state
 
=
 
AddRoundKey
(
state
,
 
w
,
 
0
);

   
for
(
 
round
=
1
;
 
round
<
10
;
 
round
++
 
)

   
{

      
state
 
=
 
SubBytes
(
state
,
 
S_enc
);

      
state
 
=
 
ShiftRows
(
state
);

      
state
 
=
 
MixColumns
(
state
);

      
state
 
=
 
AddRoundKey
(
state
,
 
w
,
 
round
*
4
*
4
);

   
}

   
SubBytes
(
state
,
 
S_enc
);

   
ShiftRows
(
state
);

   
AddRoundKey
(
state
,
 
w
,
 
10
*
4
*
4
);

   
// обработване на изход

   
AES_output
 
=
 
transpose
(
 
state
 
);

   
return
 
format_AES_output
();

}

//функция за генериране на round ключове

function
 
key_expand
(
 
key
 
)

{

   
var
 
temp
 
=
 
new
 
Array
(
4
);

   
var
 
i
,
 
j
;

   
var
 
w
 
=
 
new
 
Array
(
 
4
*
11
 
);

   
for
(
 
i
=
0
;
 
i
<
16
;
 
i
++
 
)

   
{

      
w
[
i
]
 
=
 
key
[
i
];

   
}

   
i
 
=
 
4
;

   
while
 
(
 
i
 
<
 
44
 
)

   
{

      
for
(
 
j
=
0
;
 
j
<
4
;
 
j
++
 
)

         
temp
[
j
]
 
=
 
w
[(
i
-
1
)
*
4
+
j
];

      
if
 
(
 
i
 
%
 
4
 
==
 
0
)

      
{

         
temp
 
=
 
RotWord
(
 
temp
 
);

         
temp
 
=
 
SubWord
(
 
temp
 
);

         
temp
[
0
]
 
^=
 
Rcon
(
 
i
>>>
2
 
);

      
}

      
// word = word ^ temp

      
for
(
 
j
=
0
;
 
j
<
4
;
 
j
++
 
)

         
w
[
i
*
4
+
j
]
 
=
 
w
[(
i
-
4
)
*
4
+
j
]
 
^
 
temp
[
j
];

      
i
++
;

   
}

   
return
 
w
;

}

// смесване на round ключ със state

function
 
AddRoundKey
(
 
state
,
 
w
,
 
base
 
)

{

   
var
 
col
;

   
for
(
 
col
=
0
;
 
col
<
4
;
 
col
++
 
)

   
{

      
state
[
I
(
0
,
col
)]
 
^=
 
w
[
base
+
col
*
4
];

      
state
[
I
(
1
,
col
)]
 
^=
 
w
[
base
+
col
*
4
+
1
];

      
state
[
I
(
2
,
col
)]
 
^=
 
w
[
base
+
col
*
4
+
2
];

      
state
[
I
(
3
,
col
)]
 
^=
 
w
[
base
+
col
*
4
+
3
];

   
}

   
return
 
state
;

}

// функция за S-Box размяна

function
 
SubBytes
(
state
,
 
Sbox
)

{

   
var
 
i
;

   
for
(
 
i
=
0
;
 
i
<
16
;
 
i
++
 
)

      
state
[
i
]
 
=
 
Sbox
[
 
state
[
i
]
 
];

   
return
 
state
;

}

…

```

## Примери

### Употреба в C#.NET
```
using
 
System
;

using
 
System.IO
;

using
 
System.Security.Cryptography
;

namespace
 
Aes_Example

{

    
class
 
AesExample

    
{

        
public
 
static
 
void
 
Main
()

        
{

            
try

            
{

                
string
 
original
 
=
 
"Here is some data to encrypt!"
;

                
// Създаване на нова инстанция на класа Aes

                
//Създава се нов ключ и инициализиращ вектор(IV).

                
using
 
(
Aes
 
myAes
 
=
 
Aes
.
Create
())

                
{

                    
//Криптиране на съобщението в масив от байтове.

                    
byte
[]
 
encrypted
 
=
 
EncryptStringToBytes_Aes
(
original
,
myAes
.
Key
,
 
myAes
.
IV
);

                    
//Декриптиране на байтовете в низ.

                    
string
 
roundtrip
 
=
 
DecryptStringFromBytes_Aes
(
encrypted
,
myAes
.
Key
,
 
myAes
.
IV
);

                    
//Отпечатване на оригиналното съобщение и декриптираното съобщение за сравнение.

                    
Console
.
WriteLine
(
"Original:   {0}"
,
 
original
);

                    
Console
.
WriteLine
(
"Round Trip: {0}"
,
 
roundtrip
);

                
}

            
}

            
catch
 
(
Exception
 
e
)
//Отпечатване на грешки.

            
{

                
Console
.
WriteLine
(
"Error: {0}"
,
 
e
.
Message
);

            
}

        
}

        
static
 
byte
[]
 
EncryptStringToBytes_Aes
(
string
 
plainText
,
 
byte
[]
 
Key
,
byte
[]
 
IV
)

        
{

            
//При некоректно зададени параметри се хвърля изключение, като се показва причинителят.

            
if
 
(
plainText
 
==
 
null
 
||
 
plainText
.
Length
 
<=
 
0
)

                
throw
 
new
 
ArgumentNullException
(
"plainText"
);

            
if
 
(
Key
 
==
 
null
 
||
 
Key
.
Length
 
<=
 
0
)

                
throw
 
new
 
ArgumentNullException
(
"Key"
);

            
if
 
(
IV
 
==
 
null
 
||
 
IV
.
Length
 
<=
 
0
)

                
throw
 
new
 
ArgumentNullException
(
"Key"
);

            
byte
[]
 
encrypted
;

            
// Създаване на AES обект с посочения ключ и инициализиращ вектор.

            
using
 
(
Aes
 
aesAlg
 
=
 
Aes
.
Create
())

            
{

                
aesAlg
.
Key
 
=
 
Key
;

                
aesAlg
.
IV
 
=
 
IV
;

                
// Създаване на енкриптор за извършване на трансформации.

                
ICryptoTransform
 
encryptor
 
=
 
aesAlg
.
CreateEncryptor
(
aesAlg
.
Key
,
 
aesAlg
.
IV
);

                
//Създаване на поток за самото криптиране.

                
using
 
(
MemoryStream
 
msEncrypt
 
=
 
new
 
MemoryStream
())

                
{

                    
using
 
(
CryptoStream
 
csEncrypt
 
=
 
new
 
CryptoStream
(
msEncrypt
,
 
encryptor
,
 
CryptoStreamMode
.
Write
))

                    
{

                        
using
 
(
StreamWriter
 
swEncrypt
 
=
 
new
 
StreamWriter
(
csEncrypt
))

                        
{

                            
//Записване на всичко получено в потока

                            
swEncrypt
.
Write
(
plainText
);

                        
}

                        
encrypted
 
=
 
msEncrypt
.
ToArray
();

                    
}

                
}

            
}

            
//Методът връща потокът с криптираното съобщение като резултат.

            
return
 
encrypted
;

        
}

        
static
 
string
 
DecryptStringFromBytes_Aes
(
byte
[]
 
cipherText
,
 
byte
[]
 
Key
,
 
byte
[]
 
IV
)

        
{

            
//При некоректно зададени параметри се хвърля изключение, като се показва причинителят.

            
if
 
(
cipherText
 
==
 
null
 
||
 
cipherText
.
Length
 
<=
 
0
)

                
throw
 
new
 
ArgumentNullException
(
"cipherText"
);

            
if
 
(
Key
 
==
 
null
 
||
 
Key
.
Length
 
<=
 
0
)

                
throw
 
new
 
ArgumentNullException
(
"Key"
);

            
if
 
(
IV
 
==
 
null
 
||
 
IV
.
Length
 
<=
 
0
)

                
throw
 
new
 
ArgumentNullException
(
"Key"
);

            
//Деклариране на низ, който ще съдържа декриптираното съобщение

            
string
 
plaintext
 
=
 
null
;

            
// Създаване на AES обект с посочения ключ и инициализиращ вектор.

            
using
 
(
Aes
 
aesAlg
 
=
 
Aes
.
Create
())

            
{

                
aesAlg
.
Key
 
=
 
Key
;

                
aesAlg
.
IV
 
=
 
IV
;

                
// Създаване на декриптор за извършване на трансформации.

                
ICryptoTransform
 
decryptor
 
=
 
aesAlg
.
CreateDecryptor
(
aesAlg
.
Key
,
 
aesAlg
.
IV
);

                
//Създаване на поток за декриптирането.

                
using
 
(
MemoryStream
 
msDecrypt
 
=
 
new
 
MemoryStream
(
cipherText
))

                
{

                    
using
 
(
CryptoStream
 
csDecrypt
 
=
 
new
 
CryptoStream
(
msDecrypt
,
 
decryptor
,
 
CryptoStreamMode
.
Read
))

                    
{

                        
using
 
(
StreamReader
 
srDecrypt
 
=
 
new
 
StreamReader
(
csDecrypt
))

                        
{

                            
//Низът за декриптираното съобщение се запълва с декриптираните байтове от потока.

                            
plaintext
 
=
 
srDecrypt
.
ReadToEnd
();

                        
}

                    
}

                
}

            
}

            
//Методът връща низ с декриптирано съобщение.

            
return
 
plaintext
;

        
}

    
}

}

```

### Употреба в Java
```
import
 
java
.
security
.
MessageDigest
;

import
 
java
.
util
.
Arrays
;

import
 
javax
.
crypto
.
KeyGenerator
;

import
 
javax
.
crypto
.
SecretKey
;

import
 
javax
.
crypto
.
spec
.
SecretKeySpec
;

import
 
javax
.
crypto
.
spec
.
IvParameterSpec
;

import
 
javax
.
crypto
.
Cipher
;

import
 
javax
.
crypto
.
spec
.
IvParameterSpec
;

import
 
javax
.
crypto
.
spec
.
SecretKeySpec
;

public
 
class
 
AES
 
{

  
static
 
String
 
IV
 
=
 
"AAAAAAAAAAAAAAAA"
;

  
static
 
String
 
plaintext
 
=
 
"test text 123\0\0\0"
;
 
/*Note null padding*/

  
static
 
String
 
encryptionKey
 
=
 
"0123456789abcdef"
;

  
public
 
static
 
void
 
main
(
String
 
[]
 
args
)
 
{

    
try
 
{

      
System
.
out
.
println
(
"==Java=="
);

      
System
.
out
.
println
(
"plain: "
 
+
 
plaintext
);

      
byte
[]
 
cipher
 
=
 
encrypt
(
plaintext
,
 
encryptionKey
);

      
System
.
out
.
print
(
"cipher: "
);

      
for
 
(
int
 
i
=
0
;
 
i
<
cipher
.
length
;
 
i
++
)

        
System
.
out
.
print
(
new
 
Integer
(
cipher
[
i
])
+
" "
);

      
System
.
out
.
println
(
""
);

      
String
 
decrypted
 
=
 
decrypt
(
cipher
,
 
encryptionKey
);

      
System
.
out
.
println
(
"decrypt: "
 
+
 
decrypted
);

    
}

    
catch
 
(
Exception
 
e
)
 
{

      
e
.
printStackTrace
();

    
}

  
}

  
public
 
static
 
byte
[]
 
encrypt
(
String
 
plainText
,
 
String
 
encryptionKey
)
 
throws
 
Exception
 
{

     
Cipher
 
cipher
 
=
 
Cipher
.
getInstance
(
"AES/CBC/NoPadding"
,
 
"SunJCE"
);

     
SecretKeySpec
 
key
 
=
 
new
 
SecretKeySpec
(
encryptionKey
.
getBytes
(
"UTF-8"
),
 
"AES"
);

     
cipher
.
init
(
Cipher
.
ENCRYPT_MODE
,
 
key
,
new
 
IvParameterSpec
(
IV
.
getBytes
(
"UTF-8"
)));

     
return
 
cipher
.
doFinal
(
plainText
.
getBytes
(
"UTF-8"
));

  
}

  
public
 
static
 
String
 
decrypt
(
byte
[]
 
cipherText
,
 
String
 
encryptionKey
)
 
throws
 
Exception
{

     
Cipher
 
cipher
 
=
 
Cipher
.
getInstance
(
"AES/CBC/NoPadding"
,
 
"SunJCE"
);

     
SecretKeySpec
 
key
 
=
 
new
 
SecretKeySpec
(
encryptionKey
.
getBytes
(
"UTF-8"
),
 
"AES"
);

     
cipher
.
init
(
Cipher
.
DECRYPT_MODE
,
 
key
,
new
 
IvParameterSpec
(
IV
.
getBytes
(
"UTF-8"
)));

     
return
 
new
 
String
(
cipher
.
doFinal
(
cipherText
),
"UTF-8"
);

  
}

}

```

## Сигурност
До май 2009 г. единствените успешни атаки срещу пълния AES, базирани на информация, придобита от физическата реализация на криптографията, са само срещу отделни конкретни имплементации. Националната агенция за сигурност (NSA) разглежда всички финални продукти за AES, включително Rijndael, и заявявва, че те са достатъчно сигурни за правителствено некласифицирани данни на САЩ. През юни 2003 г. правителството на САЩ съобщава, че AES би могъл да се използва за защита и на класифицирана информация:
Дизайнът и силата на всички ключови дължини на алгоритъма AES (т.е., 128, 192 и 256) са достатъчни за защита на класифицирана информация до ниво тайни. Строго секретната информация ще изисква използването на 192 или 256 дължина на ключа. Внедряването на AES в продукти, предназначени за защита на националните системи за сигурност и/или информация, трябва да стане едва когато те бъдат преразгледани и сертифицирани от NSA и след това да се говори за тяхното придобиване и използване.
AES има 10 цикъла за 128-битови ключове, 12 цикъла за 192-битови ключове, и 14 цикъла за 256--битови ключове. До 2006 г., най-добрите познати атаки бяха върху 7 цъкъла на 128-битовите ключове, 8 цикъла за 192-битови ключове и 9 цикъла за 256-битови ключове.

### Известни атаки
За криптографите криптографската „пукнатина“ е нещо по-бързо от грубата сила (brute force). Извършвайки един метод за декриптирането на всеки ключ (виж Криптоанализ). Това включва резултати, които са технически невъзможни при сегашната технология. Най-големямата публично известна brute force атака срещу всеки блок-шифър на криптиране е срещу 64-битовия RC5 ключ от distributed.net през 2006 г.
AES има доста прост алгебричен вид. През 2002 г. теоретична атака, наречена „XSL атака“, е представена от Никола Куртоа и Йозеф Пьепзик – те искали да покажат слабост в алгоритъма на AES поради своя прост вид. След това други документи показват, че атаката както е била първоначално представена е неприложима.
По време на процеса AES разработчиците на конкурентни алгоритми, базирани на алгоритъма Rijndael, са „… загрижени относно използването… в критични за сигурността приложения“. Въпреки това през октомври 2000 г. в края на избирателния процес за AES, Брус Шнайдер, разработчик на конкурентния алгоритъм Twofish, пише: „Не вярвам, че някой ще открие начин за разчитане на Rijndael трафика.“
На 1 юли 2009 г., Брус Шнайдер пише за related-key attack върху 192-битовата и 256-битовата версия на AES, открити от Алекс Бирюков и Дмитри Ковратович, които манипулират донякъде простата AES ключова схема и има сложност от 2119. През декември 2009 г. е подобрен до 299.5. Това е продължението на атаката, открита по-рано през 2009 г. от Алекс Бирюков, Дмитри Ковратович и Ивица Николич, със сложност от 296 за един от всички 235 ключа.
Друга атака, за която Брус Шнайдер пише на 30 юли 2009 г., излиза като предпечат на 3 август 2009 г. Тази нова атака от Алекс Бирюков, Ор Дънкелман, Нейтън Келър, Дмитри Ковратович и Ади Шамир е срещу AES-256, която използва само два свързани ключа и 239 нужно време за откриването на пълния 256-битов ключ от версията с 9 цикъла, или 245 нужно време за версията с 10 цикъла с по-силен вид на свързания помощен ключ за атака, или 270 нужно време за версията с 11 цикъла. 256-битовия AES използва 14 цикъла, така че тези атаки всъщност не са много ефективни срещу пълния AES.
През ноември 2009 г., първата отличителна атака срещу съкратената версия на AES-128 от 8 цикъла е пусната като предпечат. Тази атака е подобрение на отскока или започващи-от-средата атаки за сходните на AES премутации, които целят два последователни кръга от пермутации на така нареченото приложение (Super-Sbox). То работи върху версията с 8 цикъла на AES-128, сложност от време 248 и паметна сложност от 232.
През юли 2010 Vincent Rijmen публикува иронична статия chosen-key-relations-in-the-middle атаки върху AES-128.
Първата key-recovery атака върху пълния AES се дължи на Андрей Богданов, Дмитри Ковратович и Кристиян Рехбергер и е публикувана през 2011 г. Атаката е базирана на bicliques и е по-бърза от brute-force с коефициент от около 4. Нужни са 2126.1 операции за извлияането на AES-128 ключа. За AES-192 и AES-257, съответно 2189.7 и 2254.4 нужни операции.

### Side-channel атаки
Side-channel атаките не атакуват основния шифър, който не е свързан със сигурността на самия шифър, а по-скоро атакуват реализацията на шифъра върху системи, от които по невнимание изтича информация. Има няколко такива атаки върху конкретни имплементации на AES.
През април 2005 г. D.J. Bernstein обявява cache-timing атака, която той използва, за да „счупи“ сървър, използващ OpenSSL AES криптиране. Атаката изисквала 200 милиона избрани обикновени текстове. Този сървър е бил проектиран да осигурява колкото се може повече информация за времето (сървърът изпраща обратно броя на машинните цикли взети от криптиращата операция); все пак, както Bernstein отбелязва, „намалянето на прецизността на сървърните времеви отпечатъци, или елиминрането им от отговори от сървъра, не спира атаката: клиентът използвайки двупосочни тайиминги базирани на локално клокване, и компенсиране за увеличения шум осреднявайки голям брой проби“.
През октомври 2005 г. Дъг Арн Освик, Ади Шамир и Еран Трумър представят доклад, демонстрирайки няколко cache-timing атаки срещу AES. Една атака е в състояние да получи цял AES ключ след само 800 операции, за времето от 65 ms. Тази атака изисква атакуващият да бъде способен да използва програми на същата система или платформа, на която се използва AES.
През декември 2009 г. Ендре Бангертер, Дейвид Гулаш и Стефан Крен публикуват доклад, който описва практически подход за near real time получаване на тайните ключове от AES-128 без нуждата от шифрован текст или други текстове. Този подход също работи и върху AES-128 имплементации, които използват компресирани таблици, като OpenSSL. Като някои по-ранни атаки тази изисква възможността да се използва непривилегирован код на системата, изпълняваща AES криптирането, което може да бъде постигнато с инфектирането със зловреден софтуер доста по-лесно от придобиването на root акаунт.

## Производителност
Високата скорост и ниските изисквания към RAM паметта са критерии за процеса на подбор на AES. По такъв начин AES работи добре на голямо разнообразие от софтуер, от 8-битови смарт карти до високопроизводителни компютри.
На процесор Pentium Pro, AES криптиране изисква 18 електронни импулса на централния процесор, което е еквивалентно на производителност на 11 MiB/s за процесор 200 MHz. За сравнение на процесор Pentium M 1,7 GHz производителността му е около 60 MiB/s.
На процесорите Intel Core i3/i5/i7 поддържат AES – NI (AES – New Instructions), с разширен набор от инструкции, чиято производителност може да бъде над 700 MiB/s на всяка нишка.

## Тестови вектори
В информатиката и инженерството тестовите вектори са набор от въведени данни с цел проверка на системата. Тест векторите са поредица от известни шифри за даден код и ключ. Националният институт за стандарти и технологии разпределя компетенцията на AES тест векторите като AES Known Answer Test (KAT) Vectors.